# Córdoba (argentinsk provins)
Córdoba (Provincia de Córdoba) är en provins i centrala Argentina. Provinshuvudstad är Argentinas näst största stad, Córdoba. Provinsens yta är 165 321 km² och folkmängden var 2001 3 066 801 personer.